# TVP23C-CDRT4
TVP23C-CDRT4 (англ. Trans-golgi network vesicle protein 23 homolog C) – білок, який кодується однойменним геном, розташованим у людей на короткому плечі 17-ї хромосоми. Довжина поліпептидного ланцюга білка становить 276 амінокислот, а молекулярна маса — 31 105.
| 10         |  | 20         |  | 30         |  | 40         |  | 50         |
| ---------- |  | ---------- |  | ---------- |  | ---------- |  | ---------- |
| MLQQDSNDDT |  | EDVSLFDAEE |  | ETTNRPRKAK |  | IRHPVASFFH |  | LFFRVSAIIV |
| CLLCELLSSS |  | FITCMVTIIL |  | LLSCDFWAVK |  | NVTGRLMVGL |  | RWWNHIDEDG |
| KSHWVFESRK |  | ESSQENKTVS |  | EAESRIFWLG |  | LIACSVLWVI |  | FAFSALFSFT |
| VKWLRRSRHI |  | AQTGLKVLGS |  | RDPPASAFQS |  | AGITGVSRCP |  | GHPSRKFHQV |
| DINSFTRITD |  | RALYWKPAPR |  | LSSPPLRAAP |  | GNCQQMAPAR |  | LFLSLRLWAW |
| RGGGESPNSR |  | GTGEPGPKFH |  | LASGMH     |  |            |  |            |

A: Аланін

C: Цистеїн

D: Аспарагінова кислота

E: Глутамінова кислота

F: Фенілаланін

G: Гліцин

H: Гістидин

I: Ізолейцин

K: Лізин

L: Лейцин

M: Метіонін

N: Аспарагін

P: Пролін

Q: Глутамін

R: Аргінін

S: Серин

T: Треонін

V: Валін

W: Триптофан

Задіяний у таких біологічних процесах, як ацетилювання, альтернативний сплайсинг. 
Локалізований у мембрані.